# خرونیمو رولی
خرونیمو رولی (اسپانیایی: Gerónimo Rulli‎؛ زادهٔ ۲۰ مهٔ ۱۹۹۲) بازیکن فوتبال اهل آرژانتین است.
از باشگاه‌هایی که در آن بازی کرده‌است می‌توان به استودیانتس، رئال سوسیداد و مون‌پلیه و ویارئال و آژاکس اشاره کرد.
او در فینال لیگ اروپا ۲۰۲۱_۲۰۲۰ مقابل منچستر یونایتد درون دروازه ایستاد و در ضربات پنالتی، یک پنالتی را گل کرد و در نهایت تیمش یعنی ویارئال قهرمان لیگ اروپا شد